# Brooklyn Italians
Die Brooklyn Italians sind eine US-amerikanische Fußballmannschaft aus Brooklyn, New York City, New York.
Die Italians wurden 1949 gegründet und spielen seit 2010 in der National Premier Soccer League (NPSL), der vierthöchsten Liga des Landes. Sie sind einer der erfolgreichsten halb-professionellen Fußballklubs in den USA.

## Geschichte
1949 gründete der italienische Einwanderer John DeVivo die Brooklyn Italians, welche in den frühen 1950er Jahren in der Metropolitan Soccer League spielten. Zur Saison 1956/57 wechselte die Mannschaft in die American Soccer League und wurden am Ende der ersten Saison Siebter.
1961 wurde der Name in Inter-Brooklyn Italians geändert, 1962 in Inter SC und 1963 in Boca Juniors. 1964 spielte das Team seine letzte Saison in der ASL.
Die nächsten zwanzig Jahre verbrachten die Brooklyn Italians unter verschiedenen Namen in verschiedenen Amateurligen. 1979 konnte unter dem Namen Brooklyn Dodgers der National Challenge Cup gewonnen werden. 1991 benannte man sich wieder in Brooklyn Italians um und konnte auch in diesem Jahr den National Challenge Cup für sich entscheiden. Bereits 1981 und 1990 erreichte man das Finale des Pokals.
Durch den Sieg im Pokal nahm die Mannschaft 1991 an der ersten Ausgabe des CONCACAF Cup Winners’ Cups teil. Dort unterlag man allerdings der mexikanischen Mannschaft Universidad de Guadalajara in zwei Spielen. Auch im CONCACAF Champions’ Cup 1991 konnte man sich nicht durchsetzen. Die erste Runde gegen die Dandy Town Hornets aus Bermuda gewannen die Italians. Allerdings unterlag man in der zweiten Runde dem Puebla FC, dem späteren Sieger des Turniers.
2010 schloss man sich der National Premier Soccer League an.

## Stadion
- John Dewey High School, New York City (2010 )

Seit 2010 werden die Heimspiele auf dem Gelände der John Dewey High School in Gravesend, Brooklyn ausgetragen.

## Erfolge
- National Challenge Cup: Sieger 1979, 1991
- National Premier Soccer League – Atlantic Division (reguläre Spielzeit): Sieger 2011, 2013